# Pátzcuaro
Pátzcuaro, qui signifie "le lieu des pierres" en langue Purépucha, est une ville de l'État du Michoacán, au Mexique. Elle est située à environ une heure par la route entre Morelia et Uruapan. Sa population est estimée à environ 45 000 personnes.